# Amadou Coulibaly
Amadou Tinder Coulibaly (ur. 31 grudnia 1984 w Bobo-Dioulasso) – burkiński piłkarz grający na pozycji obrońcy.

## Kariera klubowa
Karierę piłkarską Coulibaly rozpoczął w klubie RC Bobo-Dioulasso z miasta Bobo-Dioulasso. W jego barwach zadebiutował w 2001 roku w pierwszej lidze burkińskiej. Grał tam do 2005 roku i wtedy też odszedł do francuskiego Stade Rennais B. Przez 2 lata grał w rezerwach tego klubu, a sezon 2007/2008 spędził w Grenoble Foot 38, ale nie rozegrał żadnego spotkania w pierwszym zespole.
W sezonie 2008/2009 Coulibaly był zawodnikiem słowackiego drugoligowego zespołu Zemplín Michalovce, a latem 2009 przeszedł do KV Oostende z drugiej ligi belgijskiej. W 2011 przeszedł do amatorskiego francuskiego klubu FC Échirolles.
| Sezon   | Klub               | Kraj         | Rozgrywki     | Mecze | Bramki |
| ------- | ------------------ | ------------ | ------------- | ----- | ------ |
| 2001/02 | RC Bobo-Dioulasso  | Burkina Faso | Superdivision | ?     | ?      |
| 2002/03 | RC Bobo-Dioulasso  | Burkina Faso | Superdivision | ?     | ?      |
| 2003/04 | RC Bobo-Dioulasso  | Burkina Faso | Superdivision | ?     | ?      |
| 2004/05 | RC Bobo-Dioulasso  | Burkina Faso | Superdivision | ?     | ?      |
| 2005/06 | Stade Rennais B    | Francja      | CFA           | 9     | 0      |
| 2006/07 | Stade Rennais B    | Francja      | CFA           | 20    | 1      |
| 2007/08 | Grenoble Foot 38   | Francja      | Ligue 2       | 0     | 0      |
| 2008/09 | Zemplín Michalovce | Słowacja     | II. liga      | ?     | ?      |
| 2009/10 | KV Oostende        | Belgia       | Tweede Klasse | 0     | 0      |
| 2010/11 | KV Oostende        | Belgia       | Tweede Klasse | 0     | 0      |

## Kariera reprezentacyjna
W reprezentacji Burkiny Faso Coulibaly zadebiutował w 2001 roku. W 2004 roku został powołany do kadry na Puchar Narodów Afryki 2004 i wystąpił tam w 3 meczach: z Senegalem (0:0), z Mali (1:3) i z Kenią (0:3). Od 2001 do 2007 roku wystąpił w kadrze narodowej 12 razy i strzelił 1 gola. W swojej karierze zagrał także na Mistrzostwach Świata U-17 w 2001 roku i Mistrzostwach Świata U-20 w 2003 roku.